# Acabús
El Sistema Integral de Transporte (SIT), mejor conocido como Acabús, es un autobús de tránsito rápido (Bus Rapid Transit, BRT) que presta servicio en la Zona Metropolitana de Acapulco en el estado de Guerrero. Tuvo una inversión de 1,800 millones de pesos. Se tenía previsto que el primer autobús comenzara a circular en mayo de 2013 y el proyecto completo a finales de agosto del mismo año. Sin embargo, la ejecución del proyecto presentó retrasos en la conclusión de las obras, por lo que el sistema inició operaciones el 31 de mayo de 2016 en fase de pruebas, y el 25 de junio con el servicio real. Es el primer transporte de este tipo en el estado de Guerrero.

## Antecedentes
El 26 de marzo de 2012 iniciaron las obras viales que permitirían establecer el proyecto de Acabús. El coordinador del proyecto de Acabús, Jeovel Guinto, explicó que el proyecto, en su primera etapa, habría de quedar concluido en un año. Lo anterior fue informado por el gobernador del estado Ángel Aguirre Rivero quien precisó que estaría terminado aproximadamente en agosto de 2013. Sin embargo, la ejecución de las obras presentó importantes retrasos y no pudieron ser concluidas en esa fecha. El sistema fue concluido el 31 de mayo de 2016.

## Inversión
En el proyecto se invirtieron aproximadamente 1,797 millones de pesos, de los cuales el 39.8% proviene del Gobierno del Estado de Guerrero, el 38.7% del Concesionario del Sistema Integrado de Transporte y el 21.5% del Fondo Nacional de Infraestructura (FONADIN). 
De los 1,797 millones invertidos, 1,101 millones fueron destinados a infraestructura vial en 36.2 kilómetros de concreto hidráulico, paradores y la adecuación para las rutas, mientras que 696 millones fueron para la compra del equipo de transporte y para la instalación de los sistemas de cobro con tarjeta electrónica. Con este proyecto se restauraría también el Mercado Central de Acapulco con una inversión de 60 millones de pesos, además de la rehabilitación y nueva imagen de la Costera Miguel Alemán de la playa de Caleta hasta la glorieta de la Diana, con un monto de 300 millones de pesos.

## ¿Cómo está compuesto?
El Sistema Integral de Transporte (SIT) Acabús está compuesto por un Organismo Público Descentralizado (OPD) que se encarga de supervisar la operación del Concesionario Transportista y el Concesionario de Recaudo, esto de acuerdo al Decreto Número 287 por el que se crea Acabús, como un Organismo Público Descentralizado del Gobierno del Estado de Guerrero. 

### Organismo Público Descentralizado (OPD)
El Organismo Público Descentralizado (OPD) Acabús se encarga de la supervisión técnica, vigilancia y evaluación del Sistema Integral de Transporte (SIT) Acabús, el cual tiene la personalidad jurídica, así como autonomía técnica, administrativa y financiera.

### Concesionario Transportista
La empresa Autobuses Metropolitanos GR S.A. de C.V., funge como el Concesionario Transportista responsable que otorgó el Gobierno del Estado de Guerrero para prestar el Servicio Público de Transporte Masivo. Además, tiene la responsabilidad de operar y dar mantenimiento a los autobuses para que brinden su servicio en óptimas condiciones.

### Concesionario de Recaudo
La empresa Autobuses Metropolitanos GR S. A. de C. V., es la actual responsable del servicio de Recaudo de los ingresos derivados de la tarifa del servicio público del transporte masivo. Se encarga de la operación y mantenimiento de los sistemas y subsistemas conexos (Kioscos de Venta y Recarga, torniquetes, validadores) y la vigilancia de las estaciones y terminales.

## Infraestructura
- 182 paraderos en corredores troncales sin carril exclusivo y 191 paraderos en vías alimentadoras.
- 1 carril confinado por sentido de 16 km con pavimentación de concreto hidráulico, el carril exclusivo que permite a los autobuses articulados y padrones del SIT Acabús librar el tránsito diario para realizar un traslado más rápido y seguro.
- Un corredor principal de 32 kilómetros, desde Paso Limonero por el bulevar Vicente Guerrero, a través del Maxitúnel y por avenida Cuauhtémoc hasta el Zócalo.
- Una Terminal de Transferencia en Renacimiento y una estación de integración en Oviedo, 18 estaciones intermedias.
- Los autobuses son monitoreados a través de un sistema GPS que permite conocer la ubicación de cada uno.

## Autobuses
| - 29 autobuses articulados - Capacidad para 165 pasajeros - Carril exclusivo - Tamaño 18 metros Modelo - DINA BRighTer | - 47 autobuses padrones - Capacidad para 90 pasajeros - Carril exclusivo - Tamaño 12 metros Modelo - DINA Linner 12 - Volksbus 17.230 OD chasis AYCO | - 59 autobuses convencionales - Capacidad para 50 pasajeros - Carril exclusivo - Tamaño 10 metros Modelo - DINA Runner 9 - Volksbus 15.190 OD chasis AYCO |

## Rutas
Consta de un corredor principal de 16 kilómetros de carril confinado, el cual va desde Retorno, Las Cruces, por avenida Cuauhtémoc, hasta el Zócalo, con 135 autobuses, 29 articulados, 47 tipo padrón y 59 convencionales que cubrirán 17 rutas, de las cuales cinco son troncales y 12 alimentadoras y mueven a 30 mil usuarios diariamente.
El inicio de los recorridos de Acabús es por Paso Limonero-Boulevard Vicente Guerrero, Maxitúnel; continúa hasta la avenida Cuauhtémoc y concluye a la altura del Zócalo de la ciudad. También un carril confinado exclusivo para Acabús con 26 cuerpos de estaciones y a esa ruta se le suman otras más que vienen de las colonias de Renacimiento, Cayaco que van con dirección al centro, la zona turística de Caleta, avenida Farallón y Cruces.
Esto reduce de 217 rutas que existían actualmente en Acapulco a 118, con una batería de vehículos de transporte colectivo de 1,010 y con un impacto en la reducción del tránsito vehicular de 25%.

### Ruta principal

#### Autobús Articulado
Este tipo de autobuses son de tamaño grande y recorren el Puerto únicamente a través del carril exclusivo. 
Ruta principal

ORIGEN: Retorno
DESTINO: Terminal de Oviedo/Zócalo por Maxitúnel
Sus paradas son en las estaciones de Acabús.
| - A B Terminal de Transferencia Renacimiento - A B Michoacán - A B Jacarandas - A B Central de abastos - A B Melchor Ocampo - A B Palacio Municipal - A B Zapata - A B Paso Limonero - A B Seguro Social - A B Las Anclas | - A B La Venta - A B Cine Río - A B Encino - A B La Postal - A B Retorno - A B Ricardo Flores Magón - A B Dr. Ignacio Chávez - A B Vacacional - A B Leyes de Reforma - A B Estación de Integración Oviedo |

### Rutas Troncales

#### Autobús Tipo Padrón
Este tipo de autobuses son de tamaño mediano y recorren el Puerto a través del carril exclusivo de Acabús, además sale del carril y recorre distintas colonias.

ORIGEN: Terminal de Transferencia Renacimiento
DESTINO: Terminal de Oviedo/Zócalo

ORIGEN: Coloso
DESTINO: Terminal de Oviedo/Zócalo por Maxitúnel

ORIGEN: Base Naval
DESTINO: Terminal de Oviedo/Zócalo

ORIGEN: Terminal de Transferencia Renacimiento
DESTINO: Base Naval por Maxitúnel

### Rutas Alimentadoras

#### Autobús Tipo Convencional
Este tipo de autobuses son de tamaño pequeño y recorren el Puerto por las colonias, te acercan a las estaciones más cercanas del Sistema Acabús y no circula a través del carril exclusivo.

## Tarifas, sistemas de pago y horario de servicio
El costo del servicio es de MXN $31.00, de los cuales MXN $20.00 son del costo del plástico y MXN $11.00 como saldo inicial. Posteriormente el usuario puede hacer recargas, consultar su saldo y comprar tarjetas a través de los Kioscos de Venta y Recarga (KVR) ubicado en las estaciones. Los conductores de Acabús no usan efectivo ni pueden cobrar la tarifa del pasaje, sólo será en esta modalidad, tanto en las Rutas Troncales como en las Rutas Alimentadoras.
Acabús cuenta con la modalidad de transbordos, el cual te brinda que con solo $11 pesos puedas realizar un viaje y dos transbordos más gastando solo esa cantidad.
- Ruta Alimentadora (MXN $8.00) + Ruta Troncal (MXN $3.00) + Ruta Alimentadora (MXN $0) = MXN $11.00
- Ruta Troncal (MXN $11.00) + Ruta Alimentadora ($0 pesos) + Ruta Alimentadora (MXN $0) = MXN $11.00
- Ruta Alimentadora (MXN $8.00) + Ruta Alimentadora (MXN $3.00) + Ruta Troncal (MXN $0) = MXN $11.00

El horario de servicio es el siguiente:
- Lunes a domingo de 5:30 hrs. a 23:00 hrs.
- Es importante saber que el horario de incio de las Rutas Troncales y Alimentadoras varia, por lo que es mejor preguntar en los medios de contacto oficiales del Sistema Acabús para tener un mejor conocimiento sobre los horarios.

## Transportistas
Con la llegada del Sistema Integral de Transporte (SIT) Acabús, se remplazaron 366 unidades de transporte público en el puerto.